# Teppei Usui
Teppei Usui (碓井 鉄平 Usui Teppei?), född 3 november 1991 i Tokyo prefektur, är en japansk fotbollsspelare.
Usui började sin karriär 2014 i V-Varen Nagasaki. Efter V-Varen Nagasaki spelade han för AC Nagano Parceiro, Thespakusatsu Gunma och Kataller Toyama.